# Nízkoemisní zóna
Nízkoemisní zóny (z anglického low emission zone též zkratka LEZ) jsou geograficky definované oblasti, které omezují přístup automobilů na základě výše jejich emisí s cílem zlepšit kvalitu ovzduší v těchto oblastech. Zóny mohou v závislosti na konkrétním městě nebo zemi platit jen pro určitý rozsah emisí nebo pouze v určitých časových intervalech. Způsobilost vozidla pro vjezd do zóny se ve většině zemí prokazuje nálepkou nebo plaketou připevněnou na vozidle. Variantou nízkoemisní zóny je zóna s nulovými emisemi (zero emission zone, ZEZ).
V rámci Evropské unie mělo v roce 2023 celkem 320 měst zavedenou nízkoemisní zónu a očekává se, že jejich počet nadále poroste.

## Česko

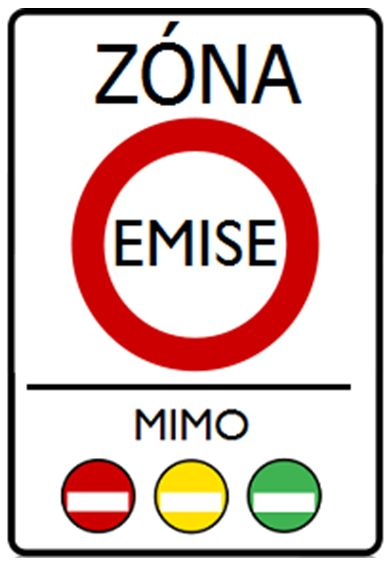
Česká dopravní značka IZ 7a Emisní zóna, zavedená od 1. 1. 2016

V České republice představilo ministerstvo životního prostředí v září 2009 návrh zákona o ovzduší, který by městům umožnil zřizování nízkoemisních zón. Tato možnost byla schválena v září 2011, kdy novelu schválili poslanci a přehlasovali veto prezidenta Václava Klause.
V únoru 2013 bylo schváleno nařízení vlády, které stanovuje podmínky pro zřizování nízkoemisních zón. O zřízení takové zóny v té době uvažovala například Praha, Ostrava, Plzeň, Karlovy Vary nebo Klimkovice.
Vyhláška č. 294/2015 Sb., účinná od 1. ledna 2016, zavedla zónové dopravní značky IZ 7a Emisní zóna a IZ 7b Konec emisní zóny.
V roce 2019 však stále žádná nízkoemisní zóna v Česku neexistovala. Jako důvody města uváděla např. nedostatek politické shody na územním rozsahu takové zóny (Praha), dále přísné podmínky, které pro jejich zřízení zákon o ovzduší stanovuje (Brno), nebo též příliš nízký očekávatelný efekt takového opatření na kvalitu ovzduší v místě (Ostrava, Plzeň).
Alternativní cestu ke snížení emisí spatřují některé radnice ve změně organizace dopravy (např. snížení rychlosti v některých částech města, rezidentní parkování, zavedení mýta). V Praze jsou již od roku 1999 vyhláškou upravovány zóny placeného stání, jejichž množství postupně roste, obdobně dochází od roku 2018 k zavádění rezidentního parkování i v Brně a parkování ve svých centrech začínají zónově regulovat i některé další obce. Tyto parkovací zóny však nejsou zřizovány na základě zákona o ovzduší a nejde tedy o nízkoemisní zóny, byť je mezi takovými některé zdroje uvádějí.

## Dánsko
V Dánsku byly zavedeny ekologické zóny v části Kodaně, ve Frederiksbergu, v Aalborgu a připravuje se v dalších městech (Aarhus, Odense).

## Francie

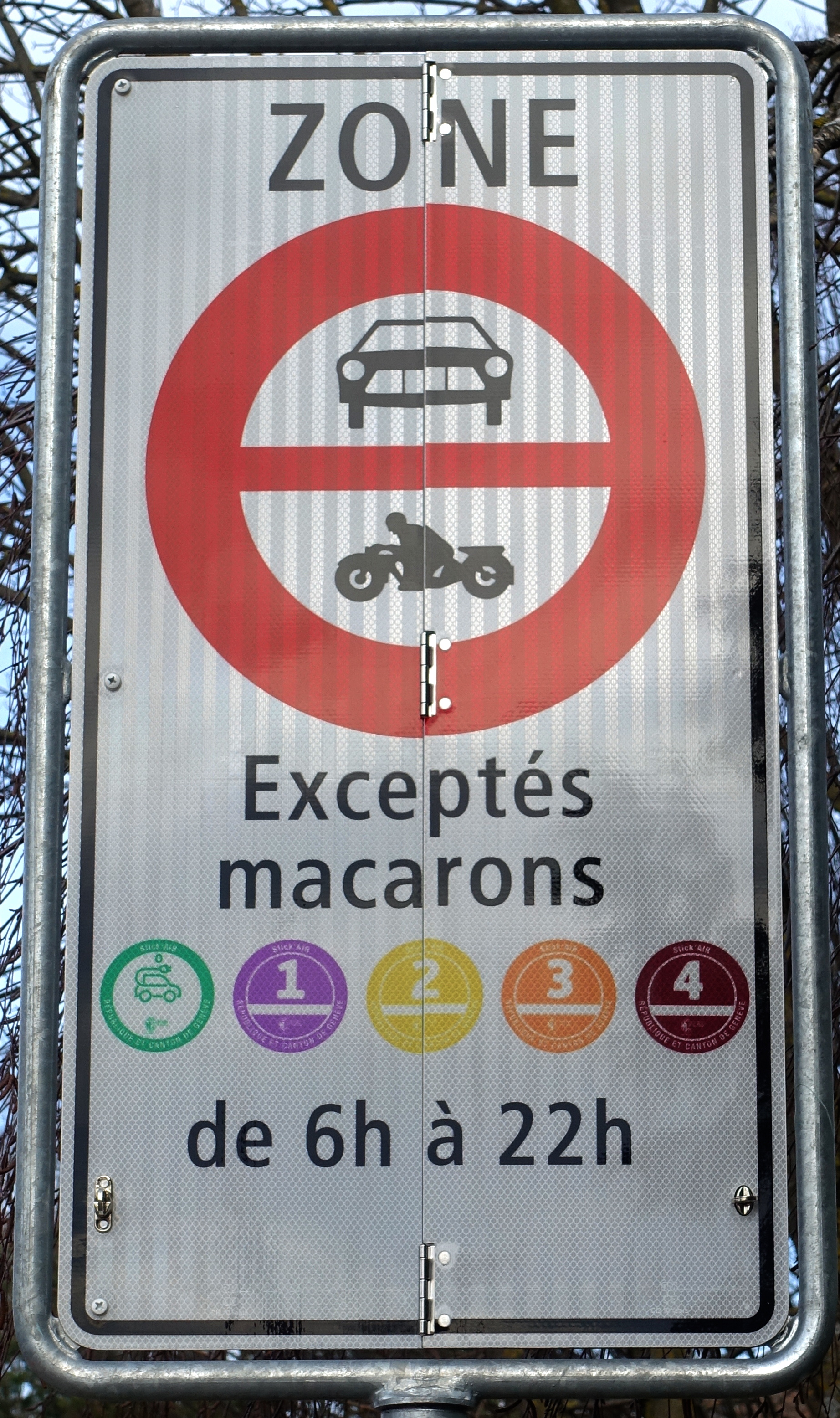
Značka znázorňujicí začátek francouzské nízkoemisní zóny

Nízkoemisní zóny (Zone à Faibles Émissions, zkráceně ZFE) byly ve Francii zavedené poprvé v červenci 2016, a to v Paříži. Následovala další velká města, například Grenoble, Lyon nebo Marseille. Francouzský zákon z roku 2021 navíc ukládá zřízení nízkoemisních zón všem francouzským městům nad 150 tisíc obyvatel.
Omezení zpočátku platila pouze pro vozidla registrovaná ve Francii, ale od 1. února 2017 platí i pro zahraniční vozidla. Některé zóny mají platnost pouze v určitý časový interval. Přísnost opatření i časové omezení platnosti je v kompetenci jednotlivých měst, města porušující standardy kvality ovzduší ale musí některá méně přísná opatření zavést nejpozději v roce 2025.
Ve Francii je vjezd do nízkoemisních zón povolen na základě ekologických známek Crit'Air, které rozlišují vozidla do šesti kategorií, očíslovaných buď číslicemi od jedné do pěti, nebo speciální zelenou známkou pro elektromobily.

## Japonsko
Tokio zavedlo nízkoemisní zónu v říjnu 2003.

## Německo

Začátek nízkoemisních zóny je v Německu označen typickou dopravní značkou

Německá města mají možnost zavedení nízkoemisních zón od března 2007, poprvé však byly tyto zóny zavedeny v lednu 2008. V lednu 2009 zavedlo nebo připravovalo nízkoemisní zóny asi 40 německých měst, například Berlín, Dortmund, Hannover, Kolín nad Rýnem, Mannheim, Stuttgart, Bochum, Duisburg, Essen, Frankfurt nad Mohanem, Mnichov, Brémy, Karlsruhe, Düsseldorf, Heidelberg, Regensburg.
Od ledna 2012 bylo vyhlášeno 6 nových zón a 19 existujících zón zpřísnila jejich pravidla. Vznikla také první regionální nízkoemisní zóna Porúří zahrnující území 14 měst mezi Dortmundem a Duisburgem o ploše kolem 850 km².
Další vlnu zpřísnění pravidel pro vjezd do desítek zón přinesl leden 2013.
Automobily jsou rozděleny do 4 kategorií podle toho, kolik škodlivin vypouštějí do ovzduší. Začátek nízkoemisních zóny je v Německu označen typickou dopravní značkou s nápisem „Umwelt zone" a dodatkovou tabulkou barevnými plaketami. Do většiny německých zón doposud postačuje kterákoli plaketa. V budoucnu však postupně ztratí právo vjezdu s červenými a žlutými plaketami.

### Přehled zřízených nebo připravovaných zón
| 1. ledna 2008    | Berlín, Hannover, Kolín nad Rýnem |  |
| 12. ledna 2008   | Dortmund |  |
| 1. března 2008   | Ilsfeld, Leonberg, Ludwigsburg, Mannheim, Schwäbisch-Gmünd, Stuttgart, Tübingen, Reutlingen                                            |  |
| 1. července 2008 | Pleidelsheim |  |
| 1. října 2008    | Mnichov, Bochum, Bottrop, Duisburg, Essen, Frankfurt nad Mohanem, Gelsenkirchen, Herne, Muelheim a.d. Ruhr, Oberhausen, Recklinghausen |  |
| 1. ledna 2009    | Herrenberg, Ulm, Heilbronn, Karlsruhe, Pforzheim, Brémy, Mühlacker                                                                     |  |
| 15. února 2009   | Düsseldorf, Wuppertal |  |
| 1. července 2009 | Augsburg |  |
| 1. ledna 2010    | Freiburg, Heidelberg, Pfinztal |  |
| 4. ledna 2010    | Osnabrück |  |

## Nizozemsko
Nízkoemisní zóny fungují pod názvem „milieuzones“ doposud v devíti městech (Utrecht, Eindhoven, Tilburg,'s-Hertogenbosch, Breda, Rotterdam, Maastricht, Den Haag a Amsterdam).

## Švédsko
Země patří mezi průkopníky zavádění zón. Jako první město ve Švédsku zavedl zónu Göteborg v roce 1996 a v zóně se mu podařilo emise prachových částic z nákladní dopravy snížit zhruba o 40 procent. V současnosti existují nízkoemisní zóny také v Lundu, Malmö a Stockholmu.

## Spojené království

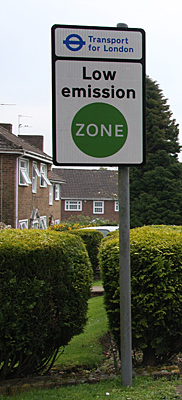
Značka vymezující nízkoemisní zónu v Londýně

Některá anglická města zavedly nízkoemisní zóny pod názvem Clean air zones: Bath, Birmingham, Bradford, Bristol, Portsmouth, Sheffield, Newcastle a Gateshead. Speciální případ tvoří Londýn, jak je uvedeno níže.
Skotská města zavádí samostatně Low emission zones (LEZ) s jinými pravidly, než mají anglické Clean air zones.
- Glasgow (od roku 2018 pro autobusy, od roku 2023 pro všechna vozidla a od roku 2024 pro rezidenty).
- Dundee, Aberdeen a Edinburgh od roku 2024.

### Londýn
Londýn zavedl nízkoemisní zónu 4. února 2008.[nenalezeno v uvedeném zdroji]  Na území Londýna platí několik samostatných zón, které mají za cíl omezit emisí z dopravy na území města:
- Nízkoemisní zóna (Low Emission Zone, LEZ) zahrnuje většinu Londýna a míří především na těžká dieselová nákladní vozidla, jako jsou kamiony. Platí 24 hodin denně, celoročně. Pokrývá většinu širšího Londýna.[23]
- Ultra nízkoemisní zóna (Ultra Low Emission Zone, ULEZ) je novější typ zóny, který se dotýká i lehčích vozidel včetně osobních automobilů. V rámci ULEZ jsou na různé typy vozidel uvaleny různé emisní limity (zpravidla odpovídají normám Euro) a vozidla, která je nesplňují, musí za vjezd do zóny platit denní poplatek. Byla zavedena v roce 2019 a v letech 2021 a 2023 byla opakovaně rozšířena, takže nyní stejně jako LEZ pokrývá prakticky celý širší Londýn (kromě dálnice M25). Platí 24 hodin denně, celoročně kromě Vánoc (25. prosince).[24]
- Congestion Charge je samostatný poplatek za denní vjezd do užšího centra Londýna. Platí pouze přes den, o víkendech a svátcích je zpoplatněná doba zkrácena a neplatí o vánočních svátcích. V případě nesplnění emisních norem daných LEZ nebo ULEZ se poplatek sčítá.[25]

Rozšiřování působnosti ULEZ v Londýně v roce 2023 provázely kvůli rostoucím životním nákladům protesty některých občanů, bylo poničeno několik kamer systému a také bylo konzervativními radními města neúspěšně napadeno u soudu. Podle dat Transport of London z roku 2024 bylo rozšíření zóny v omezení emisí NOx účinnější, než se očekávalo, a studie London School of Economics dokonce rozšíření zóny spojuje s úspěšnějsími výsledky žáků londýnských základních škol. V září 2024 přitom normy dané ULEZ splňovalo 97,4 % aut na londýnských silnicích.